# Henry Nicholas Ridley
Henry Nicholas Ridley (West Harling Hall (Norfolk), 10 december 1855 – Kew, 24 oktober 1956) was een Brits botanicus.

## Levensloop
Ridley behaalde zijn Bachelor of Arts in Oxford. In 1881 werd hij lid van de Linnean Society of London, en in 1907 van de Royal Society. Tussen 1880 en 1888 was hij werkzaam bij de afdeling plantkunde van het British Museum.
In 1887 nam hij deel aan de wetenschappelijk expeditie naar Fernando de Noronha, een Braziliaanse archipel. Daarna had hij van 1888 tot 1911 in Singapore het beheer over de botanische tuin aldaar. Hij was er eveneens verantwoordelijk voor het bosbeheer en droeg bij aan de introductie van de latexcultuur op het Maleisisch Schiereiland.
Hij interesseerde zich vooral in de relaties tussen dieren- en plantenwereld. Voor zijn bijdrage aan de wetenschap verleende de Linnean Society of London hem in 1950 de Linnean Medal.

## Eponiemen
Het orchideeëngeslacht Ridleyella is door Rudolf Schlechter naar hem vernoemd, net als het Sapotaceae-geslacht Ridleyinda door Carl Ernst Otto Kuntze.
- Bibliothèque nationale de France: cb12334457m (data)
- Author citation (botany): Ridl.
- CiNii: DA06692734
- Gemeinsame Normdatei: 117532436
- International Standard Name Identifier: 0000 0000 8410 0076
- Library of Congress Control Number: n85805909
- Nationale Bibliotheek van Israël: 987007279296805171
- Nederlandse Thesaurus van Auteursnamen: 074975102
- Réseau des bibliothèques de Suisse occidentale: 02-A003745161
- Système universitaire de documentation: 147453100
- Virtual International Authority File: 112649465
- WorldCat: E39PBJbM4XrpTRP4RB38BBBkjC